# 八百屋杏
八百屋 杏（やおや きょう、3月3日 - ）は、日本の女性声優。東京都出身。リマックス所属。

## 人物
趣味は読書、インターネット。特技は歌。

## 出演
太字はメインキャラクター。

### テレビアニメ
2011年
- 輪るピングドラム（女性、女将）

2012年
- 戦国コレクション（コーラスグループ、おばば、大家）
- おしりかじり虫

2014年
- selector infected WIXOSS（管理人）
- 白銀の意思 アルジェヴォルン（住民）
- 魔弾の王と戦姫（女性）

2015年
- 四月は君の嘘（女教師）
- 探偵歌劇 ミルキィホームズ TD（大家）
- アルスラーン戦記（2015年 - 2016年、パルス国民、町の女性） - 2シリーズ
- ハロー!!きんいろモザイク（購買部のおばさん）
- 食戟のソーマ（2015年 - 2018年、老婦人A、仲買B、マダムB、女性） - 4シリーズ
- 監獄学園 プリズンスクール（おばさん）
- ご注文はうさぎですか??（マーケットの人）
- 落第騎士の英雄譚（女性）
- VALKYRIE DRIVE -MERMAID-（審判）

2016年
- ふらいんぐうぃっち（お婆ちゃん）
- レガリア The Three Sacred Stars（レツの母）
- ねじまき精霊戦記 天鏡のアルデラミン
- WWW.WORKING!!（東田の担任教師）
- クラシカロイド（女、職員）
- デジモンユニバース アプリモンスターズ（親戚のおばさん、巻き込まれおばさん、老婆）
- 競女!!!!!!!!（おばさん、受付）

2017年
- 幼女戦記（物売り）
- 風夏（那智の祖母）
- タイムボカン24（紫芋の君、エジソン母） - 2シリーズ
- モンスターハンター ストーリーズ RIDE ON（花屋のおばさん）
- MARGINAL#4 KISSから創造るBig Bang（学食のおばさん）
- ツインエンジェルBREAK（ビリーの母、ストロガノフお婆さん）
- サクラクエスト（安田）
- ゲーマーズ!（花憐の母）
- 妖怪アパートの幽雅な日常（鈴木さん、主婦B、老婆）
- キラキラ☆プリキュアアラモード（おばあさん）
- 魔法陣グルグル（ばあさん）
- Just Because!（陽斗の祖母）
- キノの旅 -the Beautiful World- the Animated Series（おばさん）

2018年
- ダメプリ ANIME CARAVAN（パン屋）
- 斉木楠雄のΨ難（祖母、おばあちゃん）
- 覇穹 封神演義（碧霄）
- ハクメイとミコチ（猿のおばさん）
- 重神機パンドーラ（店員、老婆）
- 多田くんは恋をしない（来賓者）
- 悪偶 -天才人形-（店員、先生）
- ハイスコアガール（2018年 - 2019年、おばさん、安駄婆さん） - 2シリーズ
- Back Street Girls -ゴクドルズ-（宮崎）
- 銀魂.（人相書きに似た女）
- RELEASE THE SPYCE（一之瀬梅子、王香祖母）
- メルクストーリア -無気力少年と瓶の中の少女-（フランベア）
- やがて君になる（侑の祖母）

2019年
- BanG Dream!（2019年 - 2020年、六花の叔母） - 2シリーズ
- ガーリー・エアフォース（KPのおばさん）
- おじゃる丸（女性、主婦）
- けだまのゴンじろー（2019年 - 2020年、ふとっしー）
- Fairy gone フェアリーゴーン（テッド・リビングストンの母）
- 彼方のアストラ（おばさん）
- Dr.STONE（エン）
- フルーツバスケット（2019年 - 2020年、素子の母） - 2シリーズ
- 炎炎ノ消防隊（住民）
- 星合の空（春日春陽）
- ぼくたちは勉強ができない!（番頭）

2020年
- 異種族レビュアーズ（ミツエ）
- ハクション大魔王2020（ブル子）
- グレイプニル（山田先生）
- あひるの空（川原）
- ミュークルドリーミー（2020年 - 2021年、ときわのおばあちゃん） - 2シリーズ

2021年
- ワンダーエッグ・プライオリティ（顧問教師）
- たとえばラストダンジョン前の村の少年が序盤の街で暮らすような物語（ロコモ）
- 東京リベンジャーズ（大家さん）
- マジカパーティ（2021年 - 2022年、プライズ、エナメラス）
- 転生したらスライムだった件 転スラ日記（ジェーン）
- カードファイト!! ヴァンガード overDress（富田婆ちゃん）
- かげきしょうじょ!!（八さんの妻、寮母、大叔母A、ファンB）
- 白い砂のアクアトープ（常連客）
- SELECTION PROJECT（八木恵）

2022年
- 処刑少女の生きる道（水晶使い）
- 勇者、辞めます（女主人）
- 連盟空軍航空魔法音楽隊ルミナスウィッチーズ（おばあさん、老婦人）
- 忍の一時（おばさん）
- ぼっち・ざ・ろっく!（TV内音声）

2023年
- アルスの巨獣（ヒトかぶり）
- スキップとローファー（店員）
- 贄姫と獣の王（熊族のおばさん）
- 青のオーケストラ（肉屋さん）
- 異世界はスマートフォンとともに。2（ダキア王妃）
- 山田くんとLv999の恋をする（女性）
- 幻日のヨハネ -SUNSHINE in the MIRROR-
- ウマ娘 プリティーダービー Season 3（八百屋の女将）
- ミギとダリ（丸太祖母）
- ビックリメン（客A）
- SPY×FAMILY（パーキン宅の大家）
- Paradox Live THE ANIMATION（夏準の母）
- 陰の実力者になりたくて! 2nd season（主婦）
- め組の大吾 救国のオレンジ（吉川春江）
- 葬送のフリーレン（町人）
- とあるおっさんのVRMMO活動記（ひまわり亭の女主人）

2024年
- WIND BREAKER
- バーテンダー 神のグラス（占い師）
- 花野井くんと恋の病（おばあさん）
- 無職転生 II 〜異世界行ったら本気だす〜（教師）
- 終末トレインどこへいく?（エプロンゾンビ、ゾンビ）
- 転生したらスライムだった件（ジェーン）
- グレンダイザーU（フリード星人B、老修道女、女性貴族、患者A）
- 杖と剣のウィストリア（ジーナ）
- 異世界失格（店主）
- 村井の恋（番台おばば）

2025年
- わたしの幸せな結婚（商店の店主）
- この会社に好きな人がいます（仲居、染井母）
- 誰ソ彼ホテル（ローゼのママ）
- 前橋ウィッチーズ（近所のおばあちゃん）
- 忍たま乱太郎（客、村人、町の人）
- クレヨンしんちゃん（肉屋のおばさん）
- キミと僕の最後の戦場、あるいは世界が始まる聖戦 Season II（ヒュドラ家私兵）
- 一瞬で治療していたのに役立たずと追放された天才治癒師、闇ヒーラーとして楽しく生きる（女将）
- 神統記（テオゴニア）（アデリア）
- 最強の王様、二度目の人生は何をする?（マリア）
- 九龍ジェネリックロマンス（郭）
- ダンダダン（鬼頭呪々）
- 地縛少年花子くん2（お面のお婆さん）
- 追放者食堂へようこそ!（お婆さん）

### 劇場アニメ
- 詩季織々「上海恋」（2018年、リモの祖母）
- 劇場版 誰ガ為のアルケミスト（2019年、老女）
- ARIA The CREPUSCOLO（2021年、オレンジプラネット役員）
- シン・エヴァンゲリオン劇場版𝄇（2021年、小母さんD[23]）
- 岬のマヨイガ（2021年、女性）
- グッバイ、ドン・グリーズ!（2022年、安藤商店のおばちゃん）
- RE:cycle of the PENGUINDRUM [前編] 君の列車は生存戦略（2022年）
- すずめの戸締まり（2022年）
- トラペジウム（2024年、馬場万智子）

### OVA
- ハイスコアガール（2019年、安駄婆さん、おばちゃん）

### Webアニメ
- モンスターストライク（2015年、おばちゃん）
- A.I.C.O. Incarnation（2018年、国会議員A）
- 約束の七夜祭り（2018年、母）
- 風都探偵（2022年、鏡野キク / アルコール・ドーパント[24]）
- うまゆる（2022年、女将）
- 大奥（2023年、おたけ）

### ゲーム
- 謎惑館 〜音の間に間に〜（2011年）
- 聖剣伝説2 SECRET of MANA（2018年、マリクト[25]）
- ガレリアの地下迷宮と魔女ノ旅団（2020年、マダム・マルタ[26]）
- バディミッション BOND（2021年、ノボルの母、おカン[27]）
- モンスターストライク（2022年、ムラクシャ[28]）
- FORSPOKEN（2023年、ジョヘッディ・クラディーヴォ）
- ファイナルファンタジーXVI（2023年）
- クレヨンしんちゃん『炭の町のシロ』（ヨソイ）
- 聖剣伝説 VISIONS of MANA（2024年）
- モンスターハンターワイルズ（2025年[29]）
- 牧場物語 Let's風のグランドバザール（2025年、メリーニ[30]）

### デジタルコミック
- 親愛なるオメガへ（2023年、使用人女性1）[31]
- 転生しても嫌われ王子だったので関係修復頑張ります。（2023年、通行人の女性、孤児院院長、ベール侯爵夫人、女店主）[32]

### 吹き替え

#### 映画
2011年
- アフターライフ（ホワイトホール）

2012年
- 新少林寺/SHAOLIN

2013年
- 恋する輪廻 オーム・シャンティ・オーム（カーミニ）
- 6TRAP（ナーディン）

2015年
- イコライザー（ジェニー）
- 戦場からのラブレター（ベルおばさん）

2017年
- デッド・フレンド・リクエスト（イザベル〈ブルック・マーカム〉）
- メリッサ・マッカーシー in ザ・ボス 世界で一番お金が好き!（ミシェル・ダーネル〈メリッサ・マッカーシー〉）

2021年
- シンデレラ（マルヴォリア〈マディー・ベイリオ〉）
- ピーターラビット2/バーナバスの誘惑（女性店主）
- フェアリー・ゴッドマザー（ベス）

2022年
- オン・ザ・カム・アップ（プーおばさん〈ダヴァイン・ジョイ・ランドルフ〉）

2023年
- チェリー
- YESデー ～ダメって言っちゃダメな日～
- ユー・ピープル 〜僕らはこんなに違うけど〜（モー〈サム・ジェイ〉）
- 俺らのマブダチ リッキー・スタニッキー

2024年
- アンフロステッド: ポップタルトをめぐる物語（スタン〈メリッサ・マッカーシー〉）
- ディア・グランパ 幸せを拾った日
- ドライブアウェイ・ドールズ（カーラ〈アニー・ゴンザレス〉）

2025年
- バック・トゥ・ザ・フューチャー（寄付集めの女性〈エルザ・レイヴン〉）※日本テレビ版
- パディントン 消えた黄金郷の秘密

#### ドラマ
- ウェントワース女子刑務所（ブーマー〈カトリーナ・ミローズビック〉）
- GLOW: ゴージャス・レディ・オブ・レスリング（ドーン）
- BONES -骨は語る-（スーザン・ボウルズ）
- カリフォルニケーション7（テリー）
- ロック・アップ/スペイン 女子刑務所（スサナ、ゴヤ）
- ウェアハウス13 〜秘密の倉庫 事件ファイル〜（ゴールデン）
- 華麗なる遺産（チェン・ジアメイ）
- キム・マンドク 〜美しき伝説の商人（ホンスの母、チョクセ）
- オリジナルズ（アグネス）
- CSI:マイアミ10（エイミー[2]）
- シー・ハルク:ザ・アトーニー
- 第3病院 〜恋のカルテ〜（キム看護師）
- ビカミング・ア・ゴッド（ベッツ・ゴメス〈ベス・ディットー〉[38]）
- ブルックリン・ナイン-ナイン（ダイアン）
- iゾンビ（シシー）
- プリティ・リトル・ライアーズ（ローレル）
- メル&ジョー 好きなのはあなたでしょ? シーズン2（ローザー）
- ロー&オーダーUK（サラ）
- スゴ腕どうぶつドクター（ダイアン・ポ－ル）
- ロック・アップ/スペイン 女子刑務所（2020年、ゴヤ・フェルナンデス〈イツィアル・カストロ〉）
- ファーストレディ（2022年、スーザン・シェール〈ケイト・マルグルー〉[39]）
- 赤い袖先（2023年、ソ尚宮〈チャン・ヘジン〉[40]）
- モダン・ラブ シーズン2 #5
- 産婦人科医アダムの赤裸々日記 #1
- 黒い王妃 カトリーヌ・ド・メディシス（2023年、マチルダ）
- マイ・レディ・ジェーン（2024年）
- 御史とジョイ（2024年、チョ氏夫人〈ヤン・ヒギョン〉
- KAOS/カオス（2024年、ラッキー）

#### アニメ
- あの夏のルカ（ピノーチャ[41]）
- 幸福路のチー（チーの母[42]）
- 最後の召喚師 -The Last Summoner-（老婆）
- シーラとプリンセス戦士（マダム・ラッズ）
- 時光代理人 -LINK CLICK-（梅琵艶〈メイ・ピーイエン〉）
- ストレンジ・ワールド/もうひとつの世界[43]
- ダーククリスタル: エイジ・オブ・レジスタンス（オーグラ[44]）
- DC がんばれ!スーパーペット（パティ[45]）
- 天才犬ピーボ博士のタイムトラベル
- ドックはおもちゃドクター（モーモー[2]）
- パワーパフガールズ
- ヒルダの冒険（リーダー）
- ヘンリー・ハグルモンスター（エステル[2]）
- モンスターズ・ユニバーシティ（図書館司書）
- LEGO スター・ウォーズ/フリーメーカーの冒険

### 舞台
- 歌わせたい男たち
- はるかな国の童子たち
- 雨
- 可児君の面会日
- 動員挿話
- 朗読劇銀河鉄道の夜
- ヤマハファミリーコンサート
- リマックス新人公演
- リマックス新人公演 旅立ち
- 東京ディズニーシークリスマスライブ

### ナレーション
- カットオンリークラブ
- 中国電力TVCM（電線）

### シリーズ一覧
1. ↑  第1期（2015年）、第2期『風塵乱舞』（2016年）
2. ↑  第1期（2015年）、第2期『弐ノ皿』（2016年）、第3期前半『餐ノ皿』（2017年）、第3期後半『餐ノ皿 遠月列車篇』（2018年）
3. ↑  『タイムボカン24』（2017年）、続編『タイムボカン 逆襲の三悪人』（2017年）
4. ↑  第1期（2018年）、第2期『II』（2019年）
5. ↑  第2期『2nd Season』（2019年）、第3期『3rd Season』（2020年）
6. ↑  第1期『1st season』（2019年）、第2期『2nd season』（2020年）
7. ↑  第1期（2020年）、第2期『みっくす！』（2021年）